# 福地聡
福地 聡（ふくち さとし）は、日本テレビ放送網社員でHJホールディングス常務取締役。
2008年8月子会社の日テレ イベンツに出向していたため、担当していた全ての番組を小谷野俊介チーフクリエイター、染井将吾チーフプロデューサーに引き継いだが、2009年7月1日付で制作現場に復帰した。
2012年12月1日付で情報カルチャー局に改組した。2013年6月1日付で担当していた一部の番組を面髙直子チーフプロデューサーが引き継いだが、2014年12月1日付で面高が担当していた一部の番組を再び引き継いだ。
2015年6月1日付で鈴江秀樹チーフプロデューサーが担当していた一部の番組を引き継いだ。
2016年6月1日より制作局担当局次長兼編成局制作向上推進事務局に就任。担当していた番組は、千葉知紀チーフプロデューサーが引継いだ。
2018年6月1日より事業局次長兼IPビジネス部長。2019年6月1日より現職。

## 過去の担当番組
レギュラー番組
- ジパングあさ6
- ズームイン!!朝!
- ズームイン!!SUPER
- 投稿!特ホウ王国
- 2クール（ドラマ）
- モバポスGREAT
- THE・サンデー
- スッキリ!!
- モバタレGREAT
- SUPER SURPRISE（2010年1月 - 3月・金曜担当）
- うんちく・しりすぎ
- ひるザイル
- かってに!ブラボーAWARD
- レコ☆Hits!
- ザ!鉄腕!DASH!!
- 週末のシンデレラ 世界!弾丸トラベラー
- 夜遊び三姉妹
- それゆけ!ゲームパンサー!
- ZIP!
- ズームイン!!サタデー
- 所さんの目がテン!
- シューイチ

スペシャル番組
- 24時間テレビ 「愛は地球を救う」（2001年　プロデューサー、2016年・2017年 制作）
- Touch! eco 2008 明日のために…55の挑戦?スペシャル
- 恋するマジロン（2011年1月3日放送）
- ニッポン食の王座決定戦!（2011年11月25日放送）
- サタデーバリューフィーバー
  - タイムマシン写真SHOW 同ポジ!（2011年11月12日放送）
  - キオQトラベラー（2012年4月7日放送）
  - 母校ザ・ファイト（2013年1月26日放送）
  - アカルイ終活バラエティ ハッピーエンディングノート（2013年2月9日放送）
  - 速報!新発見を新発見TV ニュートロンブスのタマりんご（2013年5月25日放送）
- コトバの法則（2012年9月27日放送）
- おな前さ〜ん!（2013年1月3日放送）
- キセキ動画ファクトリー そんなBANANA!（2013年1月3日放送）
- キユーピー3分クッキング放送50周年愛情手料理から選ぶ春満喫のベストレシピSP（2013年3月2日放送）
- 7daysTVスペシャルかぞくムービーAWARD2015〜笑いと涙の瞬間、集めました〜